# 大衛五世
大衛五世（1113年—1155年），巴格拉季昂王朝的格魯吉亞國王（1154年—1155年在位）。

## 生平
大衛出生於1113年，是德米特里一世的長子、當時在位的「建國者」大衛四世之孫。
1140年代，德米特里一世與大衛爭執並剝奪其繼承權，改立幼子喬治王子為王儲。爭執原因不明：可能源於大衛的個人缺陷，抑或涉及阿布萊提斯澤家族及阿尼城的地位問題 。
曾支持德米特里一世異母弟瓦赫坦王子（Prince Vakhtang）在未遂政變中反抗德米特里一世的貴族，如今反對德米特里史無前例地剝奪大衛的繼承權，並贊成將阿尼城移交穆斯林統治。瓦薩克·阿爾茨魯尼及其兄弟（曾協商薩爾圖克獲釋）皆為大衛的積極支持者。
約1150年的首次政變嘗試失敗，但1154年大衛推翻其父的政變成功。德米特里一世遭流放至修道院，大衛繼位為大衛五世。
德米特里一世被推翻後，大衛五世將軍事統帥（Amirspasalar）職位授予基爾基什（Tirkash）——此人是伊萬內·阿布萊提斯澤（Ivane Abuletisdze）之子，伊萬內·阿布萊提斯澤曾於1130年代因密謀推翻德米特里一世的陰謀敗露而被其下令處決。基爾基什的晉升引發松巴特一世（Sumbat I）與伊萬內二世·奧爾別利不滿。
大衛五世在位六個月後猝逝。據瓦爾丹·阿雷韋爾齊（Vardan Areveltsi）記載，大衛五世遭松巴特一世與伊萬內二世·奧爾別利毒殺，因為奧爾別利家族已與喬治王子達成協議：後者將任命他們為將領。
依據繼承順序與法律，大衛死後本應由其幼子德姆納王子繼位。但德米特里一世復辟重登王位，並加冕幼子喬治為共治君主，自身退隱至大衛·加列加修道院。另有說法指德米特里一世亦已身亡，喬治遂非法奪位。亞美尼亞歷史學家斯特帕諾斯·奧爾別利敘述其家族版本：該說辭雖不出意料地為家族開脫罪責，但仍嚴厲譴責喬治三世。斯特帕諾斯否認奧爾別利家族涉入大衛五世謀殺案，聲稱喬治三世曾向大衛五世發誓僅攝政至德姆納成年，之後卻違背誓言。他宣稱奧爾別利家族是此誓言見證者，所以於1177年起義中領導復辟行動，欲使成年的德姆納重獲合法王位。

## 家庭
大衛五世的配偶並無記載，只知道他們有一個兒子:
- 德姆納王子（英语：Demna of Georgia） (1155年前出生—約1178年逝世)，格魯吉亞王位覬覦者。